# NGC 378
NGC 378 je galaksija u zviježđu Kipar.

## Vanjske poveznice
- SEDS: NGC 378